# Jean Taboureau
 (février 2012).
Jean Taboureau, né à Bligny-sous-Beaune (Côte-d'Or) le 29 avril 1879, et décédé à Versailles le 14 août 1970, est un officier et écrivain français. Officier supérieur, magistrat de justice militaire, professeur à l'École spéciale militaire de Saint-Cyr, il fut également poète, homme de lettres et critique d'art sous le pseudonyme Jean des Vignes Rouges.

## Origine familiale
Fils de vigneron. Il décrit son enfance au travers d'un roman : L'Enfant dans les vignes.

## Formation
Il quitte l'école primaire dès 14 ans et travaille dans les vignes familiales, avant de s'engager en 1898 au 86e RI au Puy.
Il intègre en 1902 l'École militaire de Saint-Maixent où il est admis 13e sur 262 (promotion Centre-Africain 1902 - 1903). Il en sort sous-lieutenant et est affecté à Rennes au 41e RI. Il obtient alors une dispense de baccalauréat pour suivre les cours de la Faculté de droit de cette ville. Il obtient sa licence de droit en 1906 avec les félicitations du Jury.

## Armée
De 1908 à 1910, il est professeur de psychologie à l'école de Saint-Maixent. Il occupe ensuite le même poste en 1910 à l’École spéciale militaire de Saint-Cyr où il aura pour élève Charles de Gaulle et Alphonse Juin.
En 1914, il participe à la guerre avec le 231e RI puis le 31e et à l’état-major de la 10e division, il participa, en 1916, à la bataille de la Somme. Il fonde et anime la Revue du Front et le Souvenir. En 1918, il appartient au 2e Bureau puis à la Section d'Information du GQG. À la fin de la guerre, il retrouve son poste d'enseignant à Saint-Cyr.
En 1922, il entre dans la Justice militaire comme magistrat (commissaire du gouvernement au Conseil de guerre) à la tête de la 3e région à Rouen.
Il se retire à Versailles en 1934.
Il est l'auteur de la devise devenue celle de l’École militaire interarmes : « Le Travail pour Loi, l'Honneur comme Guide ».
En 1937, il devint président de l'Académie des sciences morales, des lettres et des arts de Versailles.

## Honneurs
Une rue de Versailles porte son nom : rue Jean des Vignes Rouges, ainsi qu'un prix littéraire décerné par l'Académie de Versailles : grand prix Jean des Vignes Rouges.
Une rue à Beaune(21200) porte également son nom

## Œuvres
- Adieu mes vignes, éd. l'Arche d'Or, 1972
- André Rieu, officier de France, Perrin, 1917
- Aujourd'hui…Courage!, éd. Sequana, 1940
- Bourru, soldat de Vauquois, Perrin - couronné par l'Académie française, 1916
- Cent Millions, éd. Flammarion, 1923
- L’Art de dépister menteurs, fourbes, escrocs, Paris, Amiot-Dumont, 1951.
- Deviens un chef, éd. Dangles 1936
- Deviens un chef, déposé à la B.N.en avril 1936, éd. J. Oliven 1937
- Dictionnaire de l'art de persuader, éd. J. Oliven 1944
- Dictionnaire de la guérison - Hygiène mentale, éd. J. Oliven 1947
- Dictionnaire de la volonté, éd. J. Oliven 1945
- Dictionnaire des caractères, éd. J. Oliven 1946
- Dissipez vos soucis ! la psychanalyse au service du bonheur Paris, J. Oliven, 1939.
- La Gymnastique de la volonté, Paris, J.Oliven, 1935.
- Je lis dans les gestes, démarches, tics, mimiques, Paris, Les éditions de France, 1938.
- Je lis dans les yeux, éd. de France, 1937
- La Vie en face, éd. Jean Vigneau, 1943
- L'Accusateur, éd. Flammarion, 1928
- L'Âme d'un parc - Versailles, éd. Jean Vigneau 1947
- L'Âme des chefs, Perrin, 1917
- L'Amour dans les vignes, Nouvelle Revue Critique, 1933
- L'Enfant dans les Vignes, La Nouvelle Revue Critique, 1932
- Le Bonheur, éd.de France, 1939.
- Les Qualités qui font réussir, éd. Amiot-Dumont, 1951
- Les Révélations du visage, méthode pour apprécier la valeur physique, intellectuelle et morale de l’être humain , Paris, 1937, J.Oliven.
- Les Statuettes populaires françaises, images de la vie au XIXe siècle, imprimerie Aubert, 1952.
- Pour comprendre l'art abstrait, éd. Dangles, 1961.
- Rouen l'orgueilleuse, éd. Albin Michel, 1926
- Savoir commander, éd. Jean Vigneau, 1941
- Sous le brassard d'État-Major, Flammarion, 1919
- Un ancien raconte un jeune écoute, édition de l'armée nouvelle, 1942
- Votre avenir révélé par les signes de la main : essai de chiromancie moderne, Albin Michel, 1935, 255 p.